# 김상순 (배우)
김상순(金相淳, 1937년 10월 20일~2015년 8월 25일)은 대한민국의 배우이다.

## 생애
경기상고 시절이던 1955년 연극배우로 첫 데뷔하였고, 1961년 부산MBC(라디오)에 특채 1기 성우 데뷔하였으며 이듬해 1962년 서울중앙방송(지금의 KBS) 특채 2기 성우 데뷔하였고 1년 후 1963년 서울중앙방송 공채 3기 탤런트로써 정식 연기자로 데뷔하였다.
KBS의 전원 드라마 《대추나무 사랑 걸렸네》에서 황놀부(황민달) 역을 맡을 당시, "얼어죽을"이라는 대사로 유명했다.
2015년 8월 25일, 폐암으로 죽었다.

## 학력
- 경기상업고등학교 졸업(1956년)
- 경기대학교 경제학과 학사(1973년)

## 경력
- 1963년 KBS 3기 공채 탤런트
- 방송문화원 대표
- 빅토리연예인축구단 단원

## 출연

### 방송

#### 드라마
- 2010년 《로드넘버원》
- 2009년 《솔약국집 아들들》 - 송시열과 바둑을 두는 남자 역
- 2007년 《연개소문》 - 고연수 역
- 2006년 《소문난 칠공주》 - 소문난 의원 원장 역
- 2005년 《신돈》 - 염제신 역
- 2004년 《명동백작》 - 백순성 역
- 2004년 《영웅시대》
- 2004년 《파리의 연인》 - 문 의원 역
- 2003년 《아내》
- 2003년 《남자의 향기》
- 2002년 《제국의 아침》 - 박영규 역
- 2001년 《명성황후》 - 조두순, 다케조에 신이치로 1인 2역
- 2000년 《사랑할수록》
- 1996년 《스타트》
- 1995년 《제4공화국》 - 제5대 중앙정보부장, 대통령비서실장 김계원 역
- 1995년 《코리아게이트》 - 정일형 전 외무부 장관 역
- 1994년 《아들의 여자》
- 1994년 《인간의 땅》
- 1994년 《새야 새야 파랑새야》
- 1994년 《지붕 위의 남자》
- 1993년 《해가 뜨면 달도 뜨고》
- 1993년 《나팔꽃》
- 1993년 《거름꽃》 ... 김씨 역
- 1992년 《행촌 아파트》
- 1992년 《질투》
- 1991년 《여명의 눈동자》 ... 옛 관동군사령관 히라타 역
- 1990년 《별난가족 별난학교》
- 1990년 《대추나무 사랑걸렸네》 - 황민달 역
- 1990년 《반민특위》 - 김태석 역
- 1990년 《나의 어머니》
- 1989년 《제2공화국》 - 김선태 역
- 1989년 《스타 탄생》
- 1989년 《파문》
- 1989년 《나비야 청산가자》
- 1988년 《우리 읍내》
- 1988년 《세 여인》
- 1987년 《우리들의 신부》
- 1985년 《갯마을》
- 1984년 《조선총독부》
- 1983년 《조선왕조 오백년 - 뿌리깊은 나무》 - 이순지 역
- 1982년 《어제 그리고 내일》
- 1981년 《제1공화국》 - 전진한 역
- 1980년 《전원일기》 - 송갑수 역
- 1979년 《홀로 서는 나무》
- 1979년 《한국인》
- 1979년 《최후의 증인》
- 1978년 《X 수색대》
- 1978년 《행복을 팝니다》
- 1978년 《뜨거운 손》
- 1978년 《정부인》
- 1977년 《타국》
- 1977년 《정화》
- 1976년 《꽃사슴》
- 1976년 《들장미》
- 1971년 ~ 1989년《수사반장》
- 1969년 《태평천하》
- 1962년 《찌그러진 손수레》

#### 시트콤
- 1996년 《남자 셋 여자 셋》 - 김용림 여사의 상배 부군 김상순 역
- 1998년 《순풍 산부인과》 - 오지명 원장의 동료 산부인과 의사인 前 삼양대학교 의과대학 겸임교수 김상순 원장 역
- 2000년 《뉴 논스톱》 - 김효진 양의 아버지이자 김형자 여사의 前 남편 김상순 역

### 영화
- 1973년 《한백년》
- 1975년 《김두한 3》
- 1975년 《탈출》
- 1975년 《김두한 4》
- 1976년 《가족》
- 1978년 《사랑방 손님과 어머니》
- 1978년 《불》
- 1981년 《김두한과 서대문 1번지》
- 1985년 《내사랑 짱구》
- 1985년 《피조개 뭍에 오르다》
- 1987년 《호걸춘풍》
- 1989년 《오색의 전방》
- 1990년 《누가 붉은 장미를 꺾었나》
- 1991년 《혼자도는 바람개비》
- 2014년 《제4 이노베이터》

### 광고
- 1979년~1982년 한독 브론치쿰(Feat. 조영남)
- 1982년~1991년 보령제약 겔포스("MBC 드라마 - 수사반장" 팀으로 출연)
- 1985년 몽고장유양조 몽고간장(Feat. 나문희)
- 1985년 일양약품 노이겔("MBC 드라마 - 수사반장" 팀으로 출연)
- 1985년 화영 쌀식초("MBC 드라마 - 수사반장" 팀으로 출연)
- 1986년 일양약품 노루모(Feat. 조경환)
- 1986년 익수제약 고호환
- 1990년 한성기업 한성 야채참치(With. 김형자, 왕영은)
- 1993년 천호식품 천호 달팽이 엑기스(김영식과 함께 출연)
- 1996년~1998년 미성 <코니도 입제, 노난매 입제>
- 2000년 동부팜한농(Feat. 최불암)

### 뮤지컬
- 2005년 《팔도강산》 ... 이수복 역

## 수상
- 1973년 MBC 연기대상 남자 우수연기상(수사반장)
- 1979년 MBC 연기대상 공로상
- 1988년 MBC 연기대상 남자 최우수연기상(수사반장)
- 1993년 농촌중앙회 농촌문화상